# 玉泽湖公园
40°17′30″N 97°02′22″E / 40.291677°N 97.0395°E
玉泽湖公园是中国甘肃省酒泉市玉门市的公园，名称取自楹联“玉泽水灵秀，湖荡碧波春”。玉泽湖公园始建于2000年，最初是作为玉门市政迁址配套实施的重点惠民工程而建立。自建成以来，玉泽湖公园经历了多次绿化和改造。2017年，玉门市委和市政府开始推动玉泽湖公园创建国家4A级旅游景区。2019年，公园获得批准成为国家4A级旅游景区。
玉泽湖公园景区建成面积为1820亩，每年的游客接待量达到50万人次。玉泽湖分为内湖、外湖和新扩湖，公园拥有文化之路主轴景观带、广场健身区、休闲亲水区、湖岛景观区和儿童游乐区等分区，具体景观有烟雨阁、“大漠春晖”牌坊、九曲桥、仿古水塔和摩天轮等。

## 图集

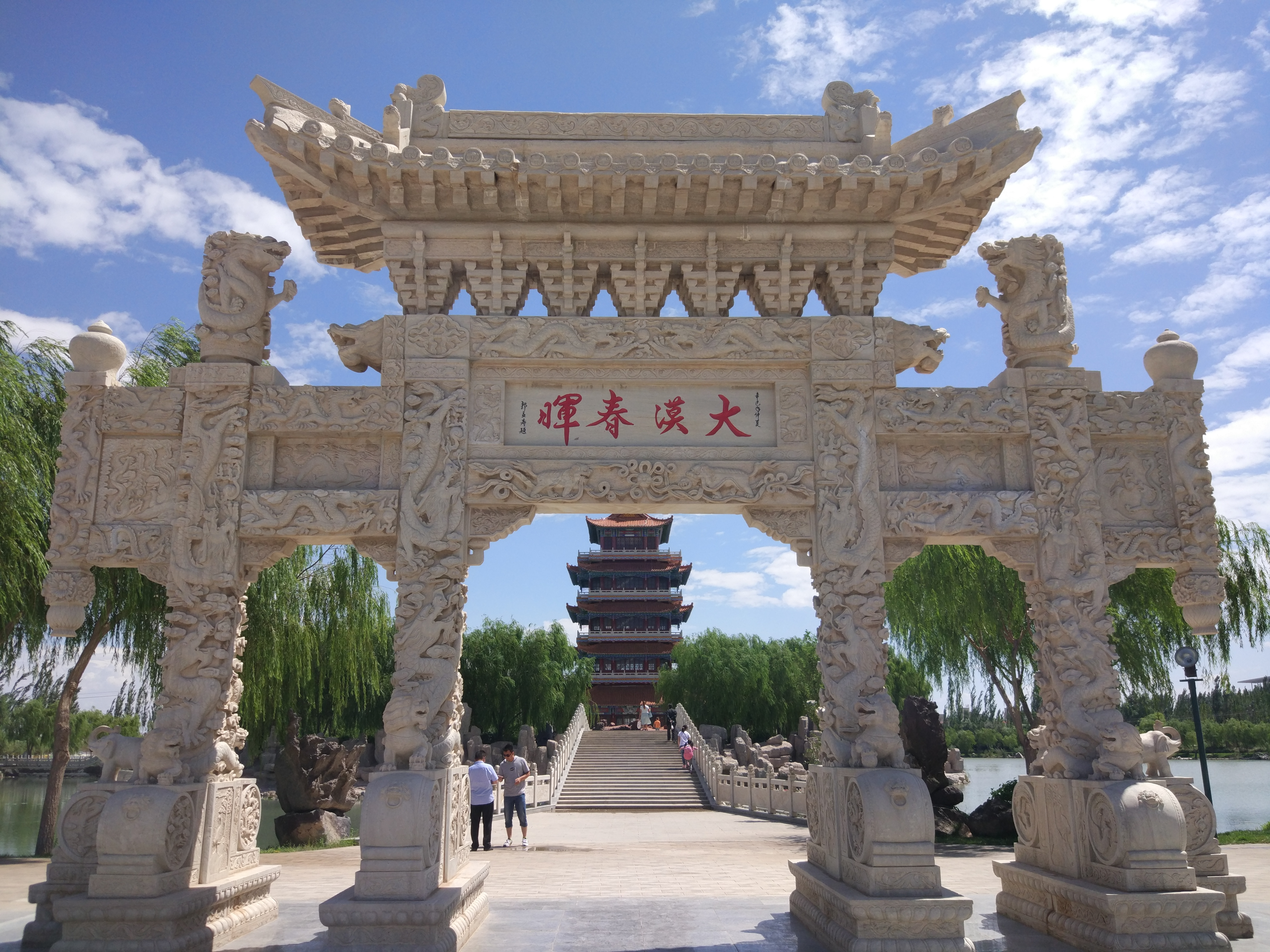
公园内的“大漠春晖”牌坊，牌坊后面为九曲桥和烟雨阁
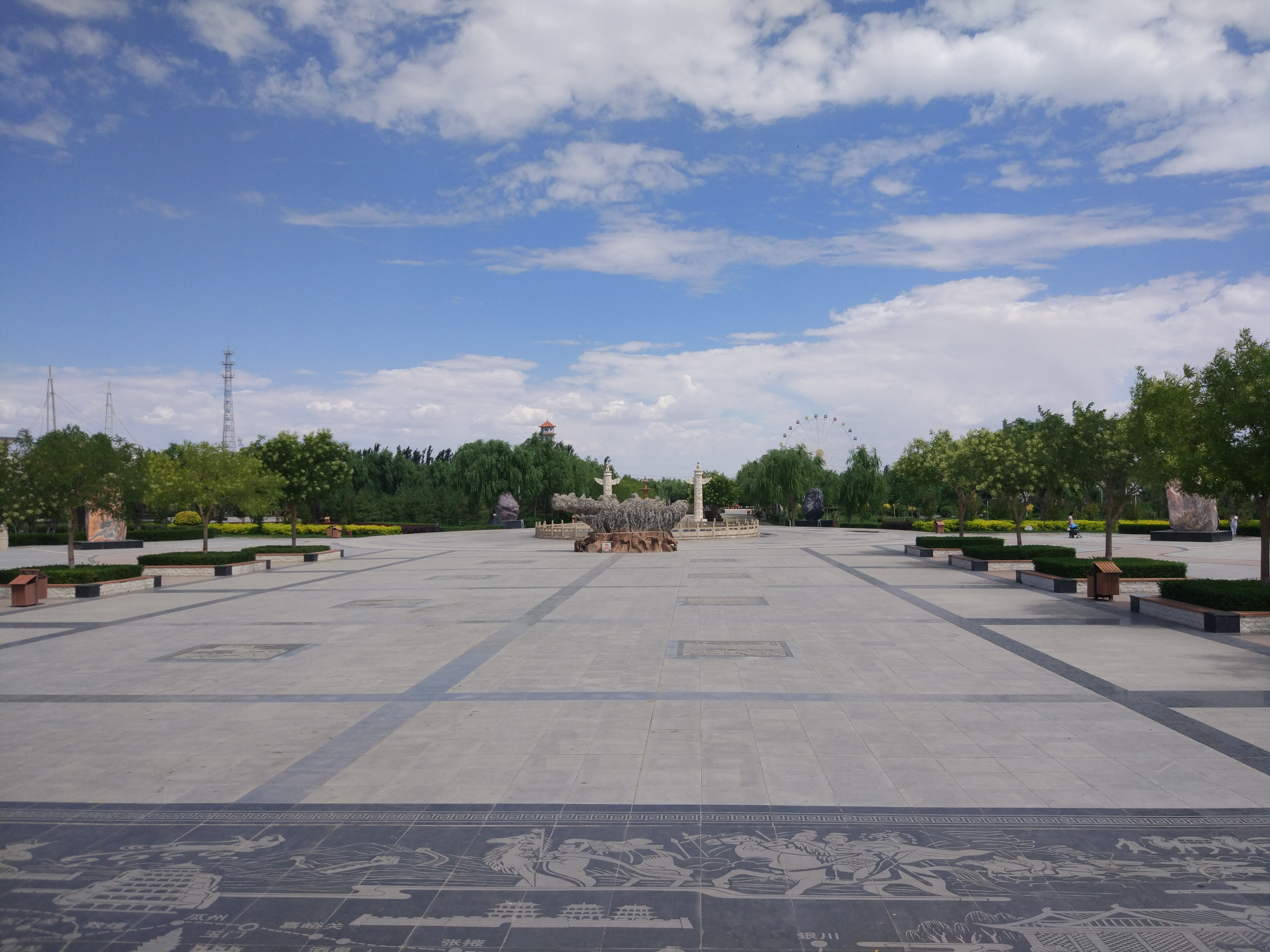
公园南广场，近处为丝绸之路巨幅地图，远处为华表、仿古水塔和摩天轮等景观
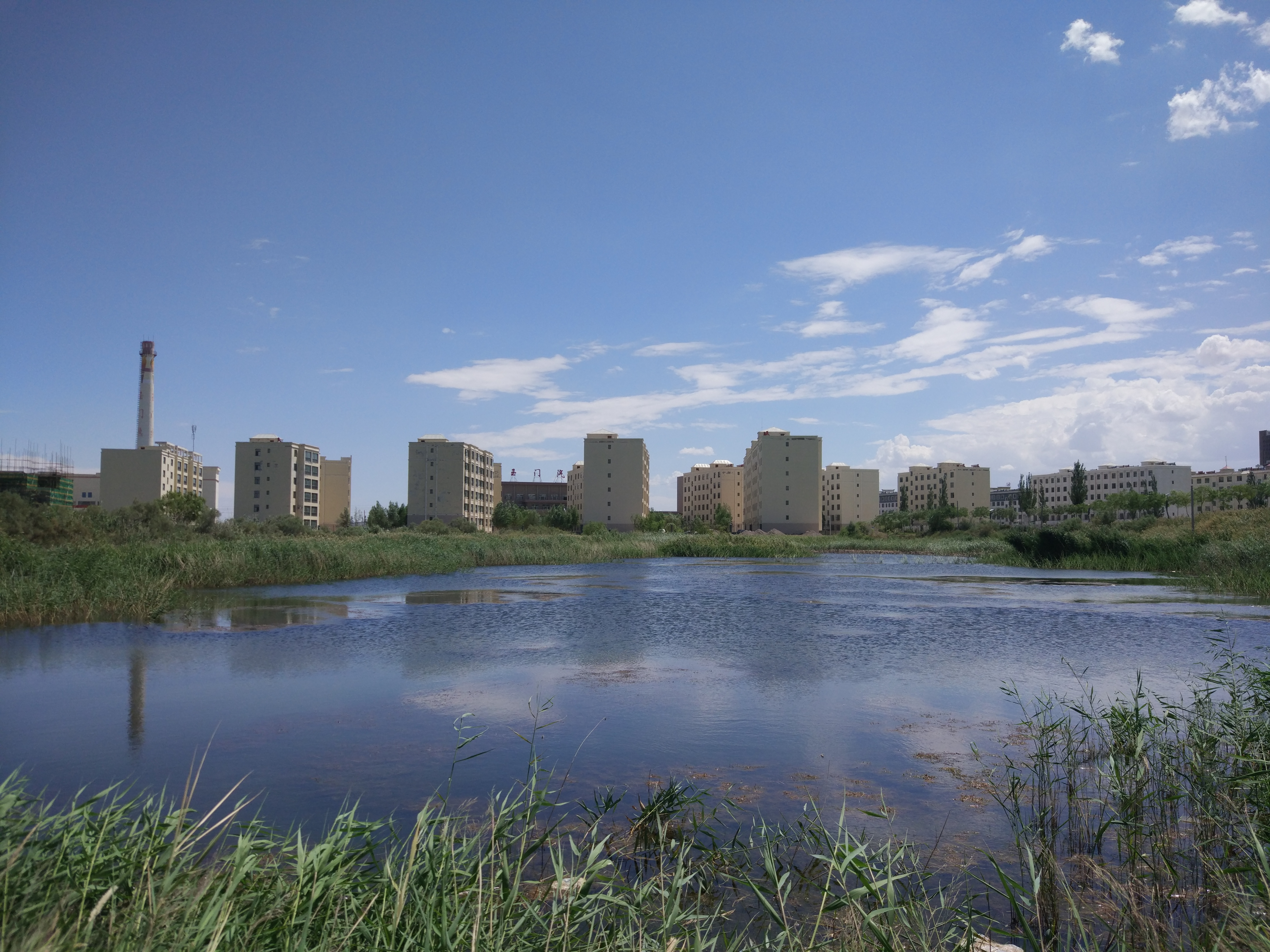
玉泽湖形成的湿地
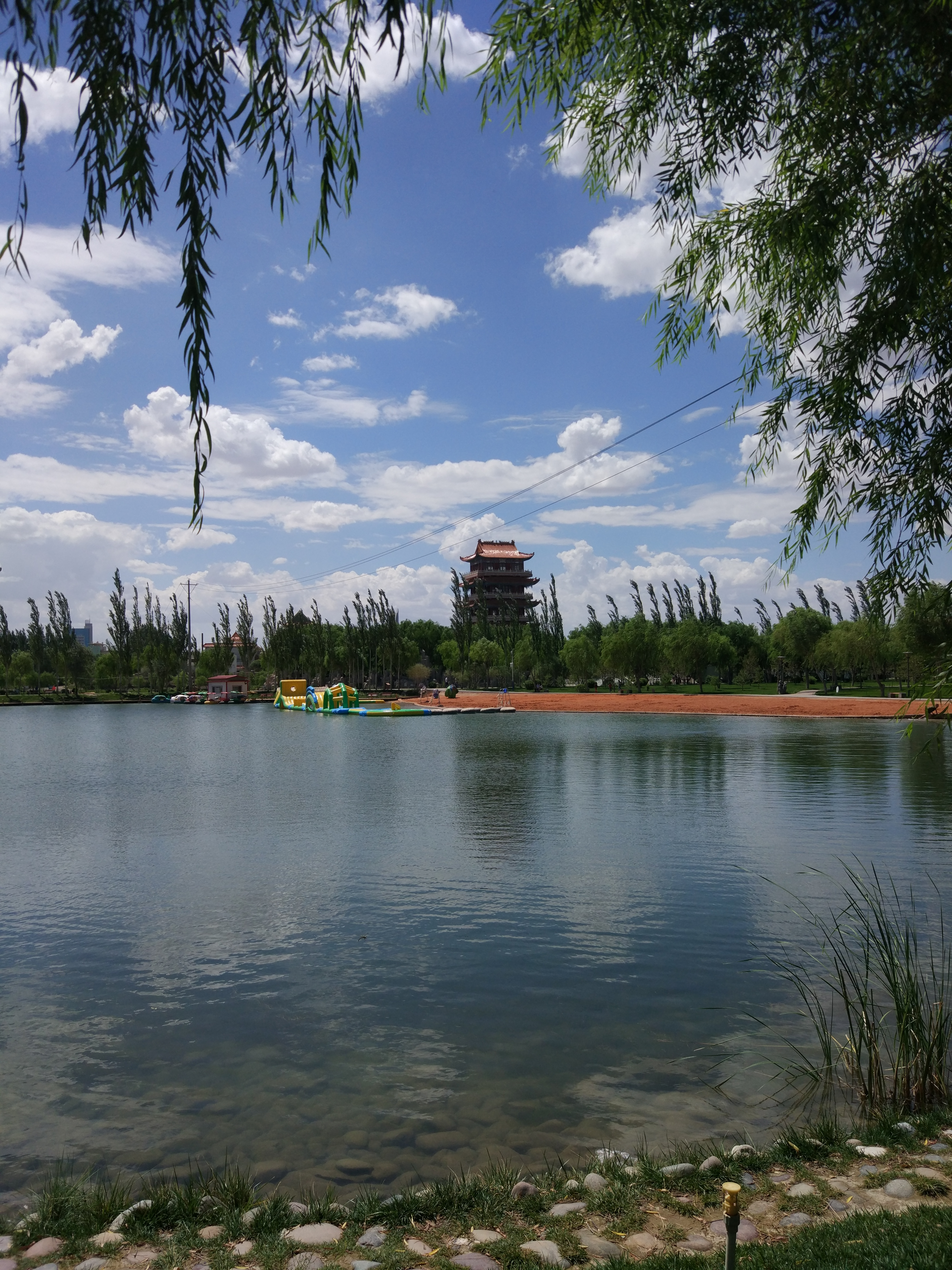
玉泽湖与远处的烟雨阁